# König Ottokars Glück und Ende
König Ottokars Glück und Ende è una tragedia in cinque atti scritta da Franz Grillparzer nel 1823. Essa riguarda eventi storici accaduti durante la vita del re Ottocaro II di Boemia, e della sua caduta dal fasto dei suoi poteri all'abbandono da parte dei suoi alleati ed alla perdita dei suoi possedimenti fino alla morte.
Grillparzer pensò in origine di scrivere una tragedia sulla vita di Napoleone, ma temendo la censura delle autorità austriache, utilizzò la figura di Ottocaro II di Boemia (1253-1278) come protagonista, in funzione dei parallelismi piuttosto marcati fra i due personaggi e la loro vita.
Il lavoro venne ultimato nel 1823, ma la pubblicazione venne ritardata da problemi di censura, specialmente per la "inopportuna allusione al secondo matrimonio di Napoleone con Maria Luisa d'Asburgo-Lorena, e per la pessima raffigurazione della Boemia". Ma la moglie di Francesco II, Carolina Augusta di Baviera lesse il lavoro e trovandolo estremamente patriottico ne chiese al marito una pronta rappresentazione pubblica, che avvenne il 19 febbraio 1825 a Vienna al Burgtheater. La censura di Metternich agì comunque contro l'autore in modo collaterale: la sua domanda per il posto di Direttore della Biblioteca di Corte di Vienna fu rifiutata.
I temi nazionalisti dell'opera vennero criticati all'epoca della prima rappresentazione e rimangono controversi anche ai nostri giorni, ma la tragedia personale di Ottocaro, allo stesso tempo causa e vittima degli eventi che lo riguardano, e l'eleganza dei versi, hanno mantenuto la popolarità del dramma fra gli studiosi ed il pubblico ancora oggi.

## Trama
L'azione della tragedia comincia nel 1261, quando il re Ottocaro di Boemia, da poco uscito vittorioso dalla Battaglia di Kressenbrunn contro l'Ungheria, divorzia da sua moglie Margarethe. A motivo della separazione sostiene che Margarethe non gli ha saputo dare un erede, e che sono anche legati da una parentela di quarto grado. Margarethe, pur rivelando che non ha mai davvero amato Ottocaro e che l'ha sposato solo per senso del dovere dopo la morte del suo primo marito, viene comunque profondamente rattristata dal suo rifiuto, e reclama il diritto di trattenere per sé i territori dell'Austria e della Stiria ereditati dal primo matrimonio.
Ottocaro sposa subito dopo la giovane nipote del re ungherese Béla IV, Cunegonda, gesto che spezza il cuore a Berta Rosemberg (una delle più belle fra le dame di compagnia di Margarethe, che il re tempo prima aveva sedotto) e che aliena da Ottocaro il favore della famiglia Rosemberg. Zawish, fratello di Berta, si innamora della nuova, meravigliosa regina Cunegonda, che lo ricambia.
Insieme ad altri privilegi, ad Ottocaro viene offerta anche la Corona Imperiale, che lui esita ad accettare. Poiché il Vescovo di Magonza, uno dei potenti Principi elettori, viene avvertito con una lettera del suo divorzio, la scelta cade alla fine sul Conte Rodolfo d'Asburgo. Di conseguenza i territori dell'Austria e della Stiria, l'eredità di Margarethe, tornano di proprietà dell'Imperatore, poiché si sostiene che la regina, ripudiata, non li aveva lasciati in eredità al marito.

Ottocaro non sa rassegnarsi a questa perdita e si giunge al conflitto armato. Il suo cancelliere riesce a convincerlo a recarsi a un incontro di chiarimento con l'Imperatore, durante il quale Ottokar si dice disposto a riconoscere la legittimità della sua elezione, ma non certo a rinunciare al dominio sui territori in questione. Scopre però che i suoi alleati della Stiria, considerando oltraggioso il suo atteggiamento nei confronti della prima moglie, ora parteggiano per l'Imperatore: è costretto pertanto a ridimensionare le sue pretese e ad accontentarsi dei feudi della Boemia e della Moravia, che riceverà inginocchiandosi al cospetto dell'Imperatore. Zawish, subdolamente, nel pieno dell'umiliante cerimonia fa cadere la tenda che copriva l'incontro, in modo che l'intero esercito boemo veda il proprio re sconfitto e in ginocchio. Ottocaro fugge, oppresso dalla vergogna, e torna a Praga dopo due settimane. Qui, secondo gli accordi pattuiti, il Messo imperiale viene a domandargli la restituzione dei prigionieri, ma Ottocaro li libera tutti tranne uno: Merenberg, che avendo inviato segretamente la lettera incriminata all'Arcivescovo di Magonza viene condannato per alto tradimento e gettato da una torre. 

La giovane regina affronta Ottocaro, dichiarando il suo disprezzo per un re che si inginocchia davanti al nemico: quest'ulteriore rifiuto, insieme alle umiliazioni subite, spinge Ottocaro a stracciare l'accordo con l'Imperatore e radunare un nuovo esercito, per recuperare le terre, il potere e l'onore che ha perso. Cunegonda, intanto, fugge con Zawish rifugiandosi presso Rodolfo. La vigilia della Battaglia di Marchfeld Ottocaro viene a sapere che la sua prima moglie è morta; al suo capezzale capisce di essere stato spinto a separarsi da lei con l'inganno, e cade in preda alla disperazione: anche il giorno successivo, in battaglia, si mostra incapace di riorganizzare le proprie truppe, sopraffatto dalla coscienza dei propri fallimenti . L'Imperatore, mosso a pietà notando che sempre più disertori abbandonano le schiere di Ottocaro, ordina di risparmiarlo e di non combattere con lui se non per difesa: nonostante ciò Seyfried von Merenberg, in cerca di vendetta per l'uccisione di suo padre, lo sfida a duello e lo uccide. L'Imperatore Rodolfo investe cavalieri i suoi figli sul campo di battaglia, affidando loro i feudi di Boemia e Stiria, ed è acclamato da tutti come fondatore della casa d'Asburgo.

## Azioni e conseguenze
La vicenda segue le sventure di Ottocaro, evidenziando il rapporto di causa ed effetto tra il suo comportamento nei confronti degli altri e le condeguenze per sé stesso: il suo trattamento di Margarethe gli costa la corona di Sacro Romano Imperatore; disprezzando Berta si inimica i Rosemberg (in particolare Zawisch), che cominciano a nuocergli in vari modi, primo tra tutti permettendo che l'Arcivescovo di Magonza riceva la lettera; giustiziando Merenberg attira su di sé la vendetta di Seyfried; reagendo in modo irrazionale al trattato di pace con Rodolfo scatena una guerra che avrà conseguenze disastrose per il suo popolo e per sé.
Grillparzer ha sottolineato soprattutto come in una tragedia storica l'uomo non sia una pura vittima del fato o delle circostanze, ma abbia la possibilità di forgiare il proprio destino. Alle azioni di Ottocaro oppone quelle di Rodolfo, dimostrando che un bravo comandante è capace di portare unità tra le fazioni rivali, di ispirare lealtà nei suoi uomini, e soprattutto di vincere. 

Tuttavia, per i personaggi minori questa relazione causale è meno manifesta, per esempio nel caso di personaggi "buoni" come Margarethe o "innocenti" come Berta, che cadono entrambe vittime dell'egoismo di Ottocaro, come anche Merenberg e suo figlio, banditi da Ottocaro per essersi opposti alle sue malefatte. Allo stesso tempo, Zawisch e Cunegonda sembrano ricevere solo fortune, nonostante il loro comportamento sia apertamente immorale.

## Caratterizzazione
Il dramma si concentra soprattutto sul protagonista, sulla sua personalità, su come egli stesso cada vittima delle proprie azioni. All'inizio della vicenda è al culmine della gloria: ha provato il suo valore sul campo di battaglia ed è stato acclamato dalle sue truppe come un eroe. Tuttavia è incapace di moderare le sue passioni così come le sue azioni, si sente al di sopra di qualunque critica e perde la capacità di distinguere la verità dalla menzogna, la lealtà dal tradimento, e soprattutto ciò che è ragionevole da ciò che non lo è.
Non si assiste alla sua ascesa al potere, ma si intuisce che quelle stesse caratteristiche che l'hanno spinto tanto in alto, se sregolate, sono in grado di farlo cadere in rovina: la percezione della propria grandezza e importanza storica fa di lui un condottiero formidabile, eppure lo induce anche a considerare gli altri delle semplici pedine del suo gioco personale; il suo orgoglio è ciò che lo spinge e lo motiva, ma anche ciò che annebbia la sua capacità di giudizio; è un guerriero implacabile, ma incapace di capire quando sia il caso di combattere e quando piuttosto si debba ricorrere alla diplomazia.
Inevitabilmente, gli altri personaggi del dramma sono caratterizzati con meno finezza, e definiti più attraverso le reazioni che inducono in Ottocaro che non attraverso una propria personalità. Margarethe, Berta e Seyfried Merenberg, a modo loro, sono fedeli a Ottocaro, ma gli si rivoltano quando non vedono ricambiata la loro lealtà. Zawisch e Cunegonda sono subdoli, ma Ottocaro ripone in loro la massima fiducia, e ne resta estremamente ferito quando loro lo abbandonano, nel momento della sua rovina. Rodolfo rappresenta tutto ciò che un buon condottiero dovrebbe essere, a differenza di Ottocaro: fermo ma giusto, nobile ma umile, amante della pace ma senza paura di prendere le armi quando ce ne sia bisogno. Risulta forse inevitabile, anche considerando il contesto in cui il dramma è stato scritto, che la sua figura serva più che altro da confronto tra due tipi di sovranità, in un tentativo neanche troppo mascherato di elogiare la dinastia Asburgo che all'epoca regnava in Austria·

## Discorso all'Austria
Un passo molto noto e spesso citato della tragedia è un discorso pronunciato nel terzo atto da Ottocaro von Horneck (detto semplicemente Horneck), che compare solo in questo episodio. È un discorso in cui si loda l'Austria, tanto che viene comunemente chiamato "Elogio dell'Austria". Comincia con le parole "È una buona terra": per anni gli scolari austriaci hanno studiato a memoria questo passo. Più avanti il discorso tratta delle differenze tra la mentalità tedesca e quella austriaca: «È possibile che in Sassonia e lungo il Reno ci siano persone che hanno letto molti più libri, ma cosa faccia la miseria, cosa piace a Dio, uno sguardo luminoso, un cuore aperto e giusto, tutto questo mostra l'Austriaco, pensa per sé e lascia parlare gli altri!»
Ottocaro von Horneck si chiamava in realtà Ottokar aus der Gaal (più esattamente Otacher ouz der Geul, ed eventualmente Ottocaro di Stiria; il nome Horneck è falso e risale allo storiografo Wolfgang Lazius), e visse tra il 1265 e il 1319 o 1321. Fu un poeta stiriano e uno storiografo per la casata dei Signori di Strettweg. Fu al servizio dei Principi del Liechtenstein, e secondo alcune fonti visse in Stiria a partire dal 1304. Prese parte a varie spedizioni militari e fu un diplomatico, grande viaggiatore. Compose la prima Storia completa dell'Austria in lingua tedesca, dal titolo di "Cronaca in versi della Stiria", che in quasi 100.000 versi abbraccia il periodo tra il 1246 e il 1309, descrivendo la storia del Sacro Romano Impero e le vicende dell'Austria e della Stiria.

## Personaggi
- Primislaus Ottokar, re di Boemia
- Margarethe von Österreich, vedova di Enrico von Hohenstaufen
- Benesch von Diedicz, Milota und Zawisch, i Rosenbergs
- Berta, figlia di Benesch
- Braun von Olmütz, cancelliere del re
- Bela, re d'Ungheria
- Kunigunde von Massovien, sua nipote
- Rudolf von Habsburg
- Albrecht e Rudolf, suoi figli
- Friedrich Zollern, borgomastro di Norimberga
- Heinrich von Lichtenstein e Berthold Schenk von Emerberg, cavalieri austriaci
- Old Merenberg, Friedrich Pettauer e Seyfried Merenberg, cavalieri stiriani
- Herbott von Füllenstein
- Ortolf von Windischgrätz
- Ottokar von Hornek
- moglie di Merenberg
- Paltram Vatzo, sindaco di Vienna
- Sindaco di Praga
- Un araldo reale
- Der Küster von Götzendorf
- Cancelliere dell'arcivescovo di Mainz
- Elisabeth, cameriera di Margarete
- cameriera di Kunigunde
- Membri del comitato elettorale di Germania
- Boemi, austriaci, stiriani, carinziani, nobiltà e guerrieri